# Karl von Vierordt

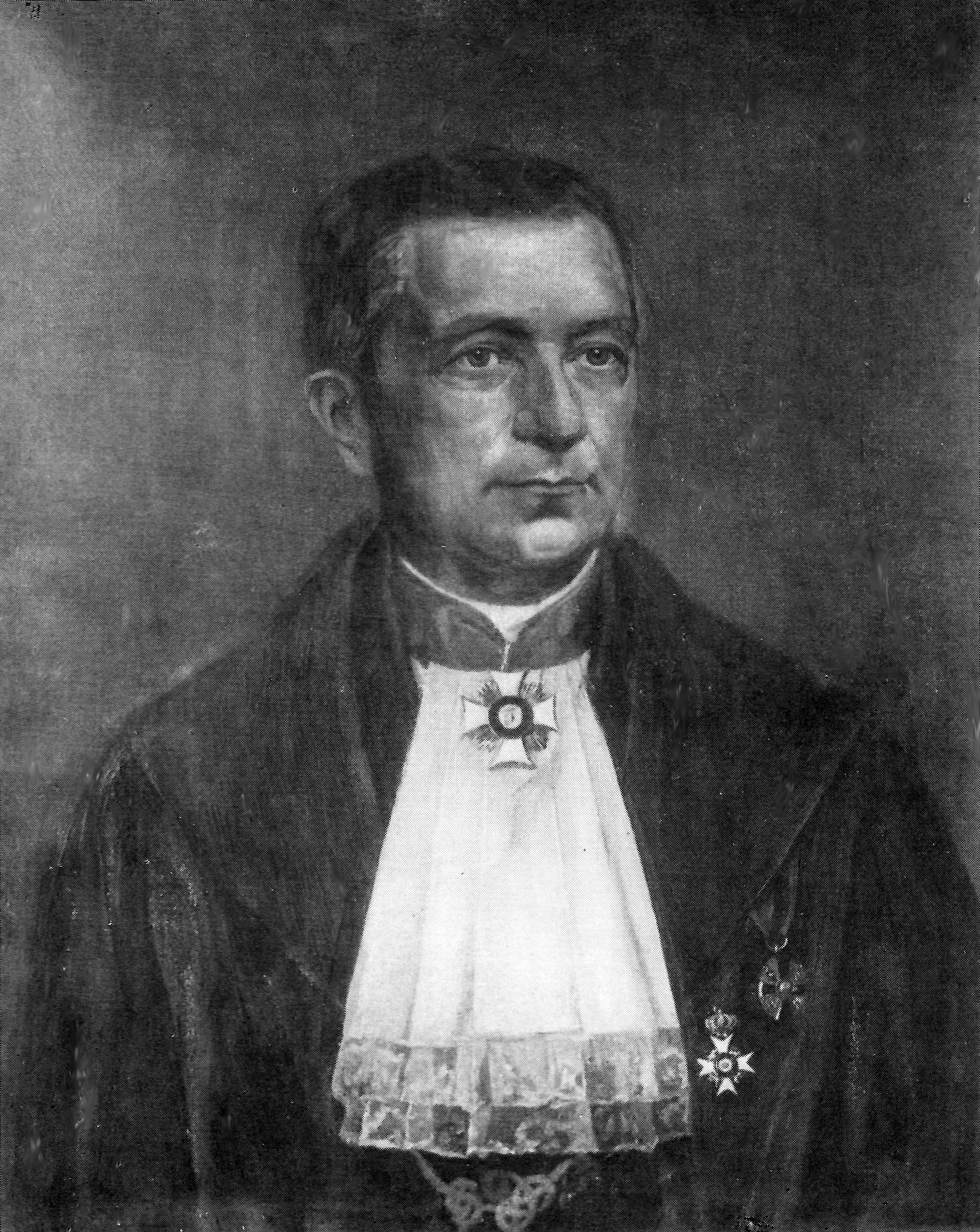
Karl von Vierordt.

Karl von Vierordt, född 1 juli 1818 i Lahr, Baden, död 22 november 1884 i Tübingen, var en tysk fysiolog. Han var far till Hermann Vierordt.
Vierordt blev 1841 medicine doktor och 1843 överkirurg vid ett badensiskt regemente. Som sådan fann han tillfälle att ägna sig åt fysiologiska studier, särskilt över andningen. Han kallades 1849 till extra ordinarie professor i teoretisk medicin och var 1855–1884 ordinarie professor i fysiologi i Tübingen. 
Vierordt var den förste, som grafiskt registrerade pulsen. Han utförde viktiga undersökningar över blodets strömningshastighet och gjorde betydelsefulla studier över spektralanalysens användning för kvantitativa ändamål.